# Gondnokság alá helyezés

## Fogalma
Alapvetően az érintett személy jogvédelmét biztosító eljárás, melynek lényege, hogy az érintett személy belátási képességének csökkenése miatt egyfajta felügyeleti ellenőrzésre van szükség a cselekményei felett, illetve csak a felügyelő – gondnok – tehet olyan jognyilatkozatokat, melyek a gondnokoltra vonatkoznak.

## Elhatárolás a gyámságtól
A gondnokság jogintézménye a magyar jogban a nagykorú személyek törvényes képviseletét hivatott – szükség esetén – betölteni, míg kiskorúak esetében a gyámság töltheti be ezt a szerepet. Ez egyes külföldi jogrendszerekben nem ilyen egyértelmű – a gyámság és gondnokság határait több külföldi jog másképpen húzza meg, mint a magyar jog. A gyámolt, illetve a gondnokolt mindenesetre valamennyi állam jogában különleges hatósági segítségre szorul.

## Alapelvek
Az önrendelkezési jog korlátozása csak olyan mértékű lehet, amit az érintett személy állapota feltétlenül indokol, és elő kell segíteni, hogy önállóan vihesse ügyeit azokon a területeken, ahol cselekvőképessége ép maradt.
A korlátozásnak követnie kell az érintett mentális állapotában bekövetkező változásokat, ezért bizonyos időközönként a gondnokságot felül kell vizsgálni.

## A magyar szabályozás
A gondnokság alá helyezést a nagykorú személy házastársa, egyeneságbeli rokona, testvére, a gyámhatóság és az ügyész kérheti.
Ha a gondnokság alá helyezés szükségességéről a gyámhatóság tudomást szerez, a gondnokság alá helyezési eljárást meg kell indítania, ha ezt a nagykorú személy házastársa, egyeneságbeli rokona, testvére a gyámhatóságnak a perindítás szükségességéről való tájékoztatását követő 60 napon belül nem teszi meg.
A bíróságnak a cselekvőképesség korlátozását kimondó ítéletében rendelkeznie kell a gondnokság alá helyezés kötelező felülvizsgálata iránti eljárás megindításának időpontjáról, mely nem lehet későbbi, mint az ítélet jogerőre emelkedésétől számított öt év.
A bíróságnak a cselekvőképességet kizáró gondnokság alá helyezést kimondó ítéletében rendelkeznie kell a felülvizsgálatról, kivéve, ha az érintett személy belátási képességének hiánya véglegesnek tekinthető. Erről az igazságügyi orvosszakértőnek szakértői véleményében nyilatkoznia kell.
A felülvizsgálati eljárást a gyámhatóságnak kell megindítania. A kereseti kérelem a gondnokság alá helyezés megszüntetésére, annak hatályában való fenntartására, a cselekvőképességet korlátozó gondnokság cselekvőképességet kizáró gondnoksággá változtatására, a cselekvőképességet kizáró gondnokság cselekvőképességet korlátozó gondnokság alá helyezésre történő módosítására, illetve cselekvőképességet korlátozó gondnokság esetén a gondnokolt által önállóan nem gyakorolható jogkörök módosítására irányulhat.
Folyamatábrán:
```
   házastárs
   egyeneságbeli rokon                   Max. 5 év múlva felülvizsgálat
   testvér kérelme >>>>>>> Bíróság >>>>>>
   ügyész                                Végleges, nincs felülvizsgálat
   gyámhatóság;ha a fentiek nem kérik 60 napon túl
```

```
   Felülvizsgálati eljárás>>>>>változtatás, fenntartás, módosítás
      (gyámhatóság)
```

## Zárlat elrendelése és ideiglenes gondnokrendelés
Ha gondnokság alá helyezés iránti perindítás indokolt, és az érintett személy vagyonának védelme sürgős intézkedést igényel, a gyámhatóság a vagyonra zárlatot rendel el. Ilyenkor a vagyonnal való rendelkezési jog szünetel.

### Ideiglenes gondnok
A gyámhatóság kivételesen, azonnali intézkedést igénylő esetben ideiglenes gondnokot rendelhet annak a nagykorú személynek, akinek az ügyei viteléhez szükséges belátási képessége – pszichés állapota vagy szellemi fogyatkozása miatt – tartósan teljes mértékben hiányzik, és zárlat elrendelésével érdekeinek védelme nem lehetséges.
A gyámhatóságnak a zárlat elrendelését, illetve az ideiglenes gondnokrendelést követő 8 napon belül a gondnokság alá helyezési pert meg kell indítania.

## A gondnokrendelés

### Gondnok
Gondnok lehet minden
- cselekvőképes
- nagykorú személy.

Gondnokul csak az rendelhető ki, aki a gondnoki tisztséget vállalja. A gondnokolt által még cselekvőképes állapotában közokiratban kijelölt vagy a gondnokság alá helyezést követően megnevezett személyt, ha ez nem lehetséges, akkor elsősorban együttélő házastársát kell kirendelni. Ha a házastárs kirendelése veszélyeztetné a gondnokolt érdekeit, a gyámhatóság gondnokul olyan személyt rendel ki, aki a gondnokság ellátására az összes körülmények figyelembevételével alkalmasnak mutatkozik.
A gondnok kirendelésénél az arra alkalmas személyek közül a szülőket, más hozzátartozókat – akik szükség esetén a személyes gondoskodást is el tudják látni – előnyben kell részesíteni.
Nem lehet kirendelni azt, akinek a személye ellen a gondnokolt kifejezetten tiltakozik.

### Hivatásos gondnok
Ha a szülő, hozzátartozó, házastárs, megnevezett személy nem rendelhető ki, a gondnokolt számára hivatásos gondnokot kell kirendelni. Hivatásos gondnok csak büntetlen előéletű személy lehet.

### Többes gondnok
A gondnokolt részére kivételesen több gondnok is kirendelhető.
Többes gondnokrendelésre akkor kerülhet sor, ha
- a gondnokolt személy mindkét szülője, illetve két közeli hozzátartozója vállalja a gondnokságot
- a gondnokolt vagyonának kezelése, illetve egyes más ügyeinek intézése külön szakértelmet igényel.

### Helyettes gondnok
A gondnok kirendelése mellett a gyámhatóság a gondnokolt részére helyettes gondnokot is rendelhet. A helyettes gondnok dönthet a távollévő vagy más okból ténylegesen akadályozott gondnok helyett a gondnokoltat érintő, azonnali intézkedést igénylő ügyekben.

## A gondnok tevékenysége
Általános jelleggel, vagy a cselekvőképességet korlátozó ítéletben meghatározott ügyekben – a gondnokság alá helyezett személy vagyonának kezelője és törvényes képviselője.
Indokolt esetben – vállalása esetén – a gondnokolt gondozását is ellátja. A gondnok vagyonkezelésének a gondnokolt jólétét kell szolgálnia. A gondnok köteles a gondnokolt személyes kívánságait meghallgatni, és a vagyon állagától függően a jogos igényeket lehetőség szerint teljesíteni.
Tevékenységét a gyámhatóság felügyeli. A gondnok a működéséről, illetve a gondnokolt állapotáról a gyámhatóság felhívására bármikor, egyébként pedig évente köteles beszámolni a gyámhatóságnak. A gondnok a vagyon kezeléséről évente köteles számadást adni a gyámhatóságnak. A gondnok nem köteles éves számadásra, ha a gondnokoltnak nincsen vagyona.

## Gondnok felmentése, elmozdítása
A gyámhatóság a gondnokot a tisztségéből felmenti
- a gondnokság alá helyezést a bíróság megszüntette
- a gondnokolt meghalt
- a gondnok fontos okból a felmentését kéri
- utóbb keletkezik olyan kizáró ok, amely a gondnok kirendelésének is akadályát jelentette volna.

A gyámhatóság a gondnokot tisztségéből elmozdítja ha
- a gondnok a kötelezettségét nem teljesíti vagy olyan cselekményt követ el, amellyel a gondnokolt érdekeit súlyosan sérti vagy veszélyezteti.

## A gondnokság alá helyezés megszüntetése, módosítása
A gondnokságot a bíróság megszünteti, ha elrendelésének oka már nem áll fenn. A megszüntetés iránt maga a gondnokolt, házastársa, egyeneságbeli rokona, testvére, a gondnok, a gyámhatóság és az ügyész indíthat keresetet.
A gondnokság alá helyezés megszüntetésén kívül kérhetik a fenti személyek a cselekvőképességet korlátozó gondnokság esetén azon ügycsoportok módosítását, amelyek vonatkozásában a bíróság a gondnokolt cselekvőképességét korlátozta, a cselekvőképességet korlátozó gondnokság cselekvőképességet teljesen korlátozó gondnoksággá változtatását, illetve a teljesen korlátozó gondnokság cselekvőképességet korlátozó gondnokság alá helyezésre történő visszamódosítását is.